# Pallamano Trieste 1989-1990
Questa pagina raccoglie i dati riguardanti la Pallamano Trieste nelle competizioni ufficiali della stagione 1989-1990.

## Rosa
| N  | Naz                   | Ruolo    | Giocatore          |
| -- | --------------------- | -------- | ------------------ |
| 1  | Italia (bandiera)     | Portiere | Paolo Marion       |
| 16 | Italia (bandiera)     | Portiere | Dovere             |
| 3  | Italia (bandiera)     | Terzino  | Piero Sivini       |
| 4  | Italia (bandiera)     | Pivot    | Giorgio Oveglia    |
| 5  | Italia (bandiera)     | Terzino  | Pischianz Roberto  |
| 6  | Italia (bandiera)     | Terzino  | Maestrutti         |
| 7  | Jugoslavia (bandiera) | Terzino  | Branko Strbac      |
| 8  | Italia (bandiera)     | Pivot    | Claudio Schina     |
| 9  | Italia (bandiera)     | Terzino  | Antonio Pastorelli |
| 10 | Italia (bandiera)     | Terzino  | Settimio Massotti  |
| 13 | Italia (bandiera)     | Ala      | Curzolo            |
| 14 | Italia (bandiera)     | Ala      | Marco Bozzola      |
| 15 | Italia (bandiera)     | Terzino  | Trost              |
| 19 | Italia (bandiera)     | Ala      | Marco Lo Duca      |

## Classifica
|  | Pos. | Squadra           | Pt | G  | V  | N | S  | GF  | GS  | D    | Note                                        |
|  | ---- | ----------------- | -- | -- | -- | - | -- | --- | --- | ---- | ------------------------------------------- |
|  | 1.   | Ortigia           | 35 | 22 | 15 | 5 | 2  | 456 | 390 | +66  | Qualificato alla Coppa delle Coppe 1990-91  |
|  | 2.   | Trieste           | 34 | 22 | 15 | 4 | 3  | 490 | 436 | +54  | Qualificato alla Coppa dei Campioni 1990-91 |
|  | 3.   | Brixen            | 32 | 22 | 13 | 6 | 3  | 444 | 376 | +68  | Qualificato alla IHF Cup 1990-91            |
|  | 4.   | Rubiera           | 27 | 22 | 13 | 1 | 8  | 457 | 412 | +45  |                                             |
|  | 5.   | Gaeta             | 21 | 22 | 8  | 5 | 9  | 471 | 485 | -14  |                                             |
|  | 6.   | Bologna 1969      | 21 | 22 | 9  | 3 | 10 | 428 | 446 | -18  |                                             |
|  | 7.   | Prato             | 19 | 22 | 8  | 3 | 11 | 486 | 480 | +6   |                                             |
|  | 8.   | Città Sant'Angelo | 19 | 22 | 8  | 3 | 11 | 472 | 483 | -11  | Retrocesso in Serie A2 1990-91              |
|  | 9.   | Imola             | 18 | 22 | 7  | 4 | 11 | 456 | 473 | -17  |                                             |
|  | 10.  | Rovereto          | 17 | 22 | 8  | 1 | 13 | 447 | 466 | -19  |                                             |
|  | 11.  | Pallamano Rimini  | 11 | 22 | 5  | 1 | 16 | 441 | 499 | -58  | Retrocesso in Serie A2 1990-91              |
|  | 12.  | Haenna            | 10 | 22 | 5  | 0 | 17 | 454 | 556 | -102 |                                             |